# SunTrust Indy Challenge 2008
SunTrust Indy Challenge 2008 var ett race som var den tionde deltävlingen i IndyCar Series 2008. Racet kördes den 28 juni på Richmond International Raceway. Tony Kanaans titelchanser var förvisso avlägsna, men brasilianaren slog till och tog sin första seger för säsongen. Mästerskapets huvudkombattanter Hélio Castroneves och Scott Dixon följde därefter. Dan Wheldon lyckades inte upprepa sin seger från Iowa, men en fjärdeplats gjorde att han inte tappade något mycket mark till mästerskapsledande Dixon.

## Slutresultat
| Plats | Förare            | Team                     | Grid | Snitt  |
| ----- | ----------------- | ------------------------ | ---- | ------ |
| 1     | Tony Kanaan       | Andretti Green Racing    | 1    | 16,083 |
| 2     | Hélio Castroneves | Team Penske              | 18   | 16,528 |
| 3     | Scott Dixon       | Chip Ganassi Racing      | 4    | 16,156 |
| 4     | Dan Wheldon       | Chip Ganassi Racing      | 6    | 16,190 |
| 5     | Oriol Servià      | KV Racing Technology     | 10   | 16,283 |
| 6     | Justin Wilson     | Newman/Haas Racing       | 23   | 16,911 |
| 7     | Danica Patrick    | Andretti Green Racing    | 14   | 16,423 |
| 8     | Townsend Bell     | Dreyer & Reinbold Racing | 21   | 16,613 |
| 9     | Marco Andretti    | Andretti Green Racing    | 2    | 16,091 |
| 10    | Ernesto Viso      | HVM Racing               | 19   | 16,547 |
| 11    | Ed Carpenter      | Vision Racing            | 13   | 16,367 |
| 12    | Darren Manning    | A.J. Foyt Enterprises    | 22   | 16,810 |
| 13    | Hideki Mutoh      | Andretti Green Racing    | 7    | 16,214 |
| 14    | Jaime Câmara      | Conquest Racing          | 24   | 16,993 |
| 15    | Ryan Briscoe      | Team Penske              | 11   | 16,300 |
| 16    | Ryan Hunter-Reay  | Rahal Letterman Racing   | 25   | -      |
| 17    | Mário Moraes      | Dale Coyne Racing        | 20   | 16,608 |
| 18    | Graham Rahal      | Newman/Haas Racing       | 3    | 16,143 |
| 19    | Marty Roth        | Roth Racing              | 15   | 16,430 |
| 20    | Vitor Meira       | Panther Racing           | 17   | 16,478 |
| 21    | John Andretti     | Roth Racing              | 12   | 16,336 |
| 22    | Buddy Rice        | Dreyer & Reinbold Racing | 5    | 16,186 |
| 23    | Bruno Junqueira   | Dale Coyne Racing        | 9    | 16,261 |
| 24    | A.J. Foyt IV      | Vision Racing            | 8    | 16,252 |
| 25    | Will Power        | KV Racing Technology     | 16   | 16,431 |
| 26    | Enrique Bernoldi  | Conquest Racing          | 26   | -      |